# 2時のニュース
『2時のニュース』（にじのにゅーす）は、1984年4月から1992年10月2日、および1996年6月3日から1997年3月28日までTBSで放送されていたローカル・スポットニュース番組。

## 概要
放送時間は14:00 - 14:05。1984年4月からTBSでは平日の午後にスポットニュースが放送されることになり、その平日版として当番組がスタートした（週末版は『TBSニュース』）。1992年10月5日に14時のドラマ再放送枠が廃止されて『スーパーワイド』が開始すると、そのニュースコーナーとして内包されることになり、一旦終了した。
スーパーワイドが1996年5月31日に打ち切りとなり、14:00がドラマ再放送枠に戻ったため復活したが、『わいわいティータイム』のスタートで14時のワイドショー枠が復活すると、再びニュースコーナーとして内包されることになり、終了した。
その後、2005年3月に『ジャスト』が終了したのを機に番組内のニュースコーナーを独立させる形で『TBSニュース』（15:56 - 15:58）が設置され、2006年4月3日に始まった『2時ピタッ!』と2006年10月2日に始まった『2時っチャオ!』ではいずれも番組内にニュースコーナーが設置されていたが、関東ローカル枠のニュースとして継続。2009年3月30日からは『THE NEWS』に改題されていたが、2010年3月29日から再び『TBSニュース』に戻り、『Nスタ』の放送時間拡大との関係で2013年9月に終了した。

## オープニング
第2期は、当時の『JNNニュース』のテーマ曲が使われていた。

## 備考
もともとローカルニュースに準じた扱いとしていたため、JNN協定は適用されされなかった。
第1期においては、多くの系列は他系列の番組の遅れネット（日本テレビ『おしゃれ』・フジテレビ『ライオンのいただきます』ほか）やローカルワイド（毎日放送『ワイドYOU』ほか）などの枠に充て、本ニュース番組はネットされなかった。一方、新潟放送では『BSNニュース』に改題の上、放送されていた時期がある（JNN協定定期用番組でないため改題が可能だった）。また中部日本放送では第1期に、時期によっては本番組と同じ時間帯にローカルニュースを編成していたこともあるが、この時期には大ニュースが発生した際には本番組を臨時ネットしたこともある（タイトルはなし）。